# Lonchoptera acinaris
Espèce
Lonchoptera acinaris est une espèce de diptères de la famille des Lonchopteridae.